# Palaemnema abbreviata
Palaemnema abbreviata – gatunek ważki z rodziny Platystictidae. Występuje na terenie Ameryki Południowej.